# Gramada (huyện)
Gramada là một huyện thuộc tỉnh Vidin, Bungaria. Dân số thời điểm năm 2001 là 3196 người.